# (33019) 1997 ME3
1997 ME3 (asteroide 33019) é um asteroide da cintura principal. Possui uma excentricidade de 0.17543030 e uma inclinação de 1.40153º.
Este asteroide foi descoberto no dia 28 de junho de 1997 por LINEAR em Socorro.